# Гуго I (граф Шалона)
Гуго I де Шалон (Юг I; фр. Hugues I de Chalon; около 972—4 ноября 1039, Осер) — граф Шалона с 979 года, епископ Осера с 999 года; сын графа Шалона Ламберта и Аделаиды, вероятно, дочери герцога Бургундии Жильбера де Вержи.

## Биография
Гуго унаследовал графство после смерти отца в 979 году. Поскольку он в то время был ещё малолетним, регентом была назначена его мать, Аделаида де Вержи
В 987 году в графство проникли венгры, разорив несколько аббатств. Кроме того, они частично сожгли город Шалон-сюр-Сон.
В марте 999 года Гуго был избран епископом Осера, что было подтверждено герцогом Бургундии Эдом-Генрихом. Это не помешало ему сохранить права светского графа Шалона, попеременно исполняя обязанности солдата и священника. При этом Гуго получал доход от ряда монастырей (Сен-Марсель в Шалоне, а также Парэ-ле-Моньяль и Сен-Жорж-де-Куш в Отёнской епархии). Так же как и отец, Гуго поддерживал клюнийское движение, передав в подчинение Клюни монастырь Парэ-ле-Моньяль в мае 999 года.
Гуго поддерживал дружеские отношения с королём Франции Робертом II. После прекращения в 1002 году династии герцогов Бургундии он поддержал права Роберта против притязаний других бургундских феодалов, избравших герцогом пасынка Эда-Генриха — графа Бургундии Отто-Гильома.
В итоге разразилась война, продолжавшаяся 12 лет, после чего король Роберт поручил Гуго вести переговоры о мире. Переговоры начались в 1014 году в Вердене, в 1015 году были продолжены в Эри, Дижоне, Боне и в Ансе (в Лионне). Итогом переговоров стал церковный собор в Эри, который возглавляли архиепископ Санса Леотерик, представлявший короля, архиепископ Буржа Госселен и граф Осера и Невера Ландри. В итоге герцогство было передано королю Роберту.

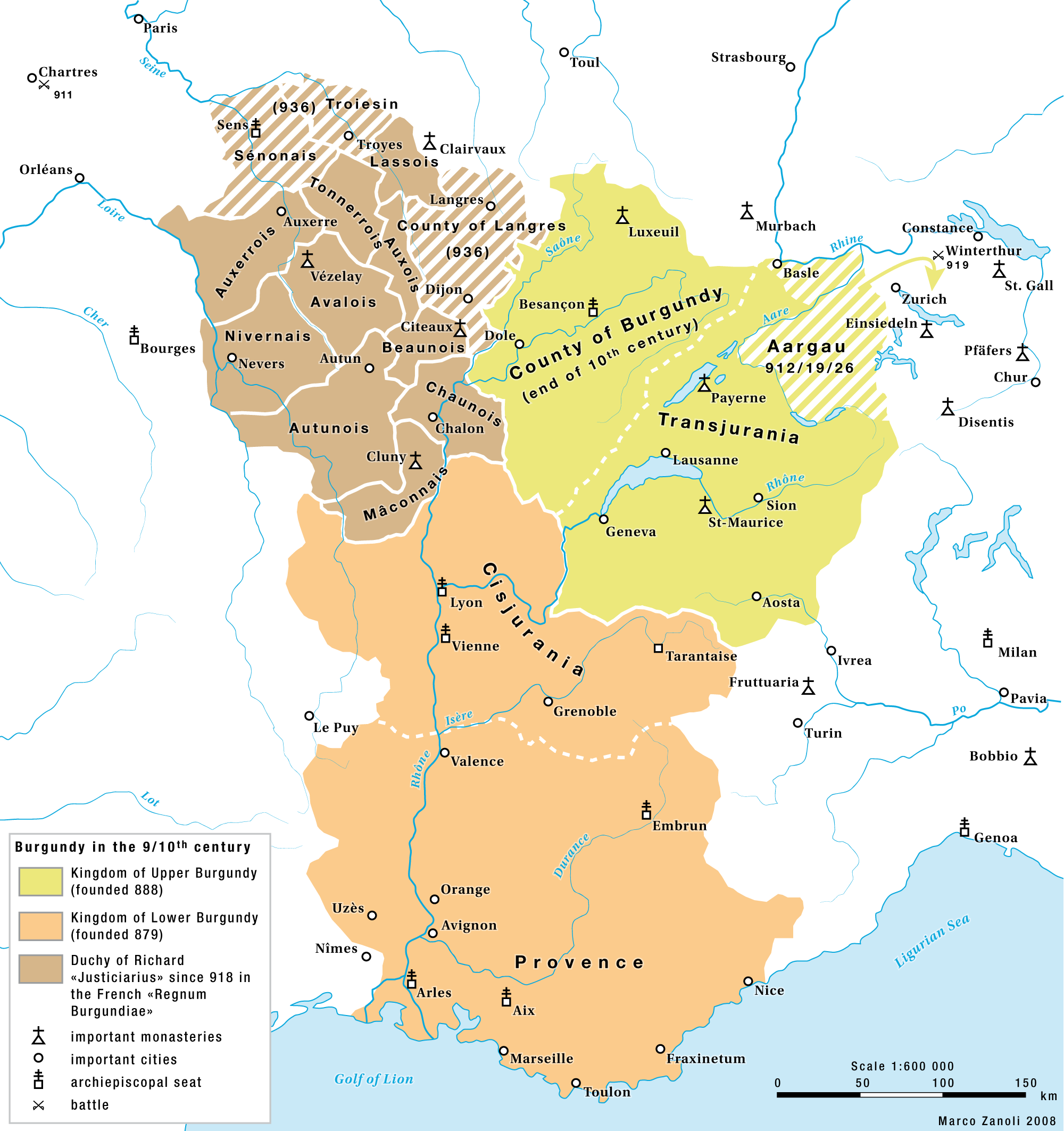
Бургундия в IX—X веке

Гуго создал три баронии на территории Шалона, в том числе Донзи, которую передал своему племяннику Жоффруа. В 1024 году Гуго возглавлял вместе с королём Робертом II большую ассамблею архиепископов, епископов, аббатов и графов в Эри. В 1027 году Гуго присутствовал в Реймсе на коронации сына короля Роберта, Генриха I.
В 1026 году Гуго выступил против сына умершего графа Бургундии Отто-Гильома, Рено I, который вторгся в Шароле. В результате Рено был разбит и попал в плен. Но в защиту Рено выступил его тесть, герцог Нормандии Ричард, который вместе с сыновьями в 1027 году опустошил графство Шалон. Гуго не смог ему противостоять и был вынужден заключить мир, пройдя при этом унизительную церемонию. Пленённый Рено был отпущен на свободу.
В последние годы жизни Гуго предпринял несколько паломнических поездок: сначала в Рим, а в 1034/1035 году — в Святую Землю.
Гуго умер в Осере в 1039 году. Рауль Глабер сообщал, что Гуго умер в год солнечного затмения, которое произошло в среду 22 августа. Некролог Осерского собора указывает, что Гуго умер 4 ноября. Он был похоронен в церкви монастыря Сен-Жермен д’Осер.
Поскольку Гуго женат не был и детей не оставил, то в Шалоне ему наследовал Тибо де Семюр, сын Жоффруа I, сеньора де Семюр-ан-Брионне и Матильды (Маго) де Шалон, сестры Гуго.